# Unión Cívica Radical (Chili)
De Unión Cívica Radical (Nederlands: Radicale Burgerunie, UCR) was een Chileense politieke partij die van 1985 tot 1987 bestond.
De UCR werd opgericht door oud-leden van de Democracia Radical (Radicale Democraten) en de Movimiento de Unidad Radical (Radicale Eenheidsbeweging) met als doel het verenigen van alle radicalen (liberalen) en stond onder leiding van de gepensioneerde officier Juan Carlos Stack en was gekant tegen de militaire dictatuur van president Augusto Pinochet. Enigszins tegenstrijdig was wel dat de UCR de grondwet van 1980 - ontstaan tijdens de dictatuur - gewoon erkende. Daarnaast was de partij fel anti-communistisch. 
Sinds december 1985 werkte de UCR nauw samen met andere politieke partijen van het politieke midden om de regering te bewegen om toe te werken naar vrije en democratische verkiezingen. Op 31 januari 1986 werd tot dit doel het Frente Democrático de Concordia (FREDECO) opgericht waar naast de UCR ook de Movimiento Social Cristiano (MSC), Democracia Radical (DR) en een deel van de Partido Democrático Nacional (PADENA) deel aan hadden. Toenadering tot de vakbeweging leidde in mei 1986 tot de oprichting van de Frente Democrático Unitario (Democratisch Eenheidsfront).
Op 5 mei 1987 werd de partij ontbonden. Een deel van de leden ging over tot Democracia Radical.